# Evansville (Wisconsin)
Evansville és una població dels Estats Units a l'estat de Wisconsin. Segons el cens del 2000 tenia 4.039 habitants.

## Demografia
Segons el cens del 2000, Evansville tenia 4.039 habitants, 1.563 habitatges, i 1.045 famílies. La densitat de població era de 718,6 habitants per km².
Dels 1.563 habitatges en un 38,5% hi vivien nens de menys de 18 anys, en un 52,1% hi vivien parelles casades, en un 10,9% dones solteres, i en un 33,1% no eren unitats familiars. En el 27,7% dels habitatges hi vivien persones soles l'11,5% de les quals corresponia a persones de 65 anys o més que vivien soles. El nombre mitjà de persones vivint en cada habitatge era de 2,51 i el nombre mitjà de persones que vivien en cada família era de 3,08.
Per edats la població es repartia de la següent manera: un 29,1% tenia menys de 18 anys, un 7% entre 18 i 24, un 33,5% entre 25 i 44, un 16,8% de 45 a 60 i un 13,5% 65 anys o més.
L'edat mediana era de 34 anys. Per cada 100 dones de 18 o més anys hi havia 86,2 homes.
La renda mediana per habitatge era de 44.229 $ i la renda mediana per família de 58.451 $. Els homes tenien una renda mediana de 35.614 $ mentre que les dones 30.313 $. La renda per capita de la població era de 20.766 $. Aproximadament el 2,6% de les famílies i el 4,1% de la població estaven per davall del llindar de pobresa.

## Poblacions més properes
El següent diagrama mostra les poblacions més properes.